# Zufallsfeld
Ein Zufallsfeld, auch zufälliges Feld, engl. random field, wird benötigt, wenn man zufallsbeeinflusste Phänomene im Raum modellieren will, z. B. den Kohlendioxidgehalt in der Atmosphäre in Ballungsräumen, oder die Niederschlagsmenge in verschiedenen Regionen Deutschlands.

## Mathematische Definition
Ein Zufallsfeld ist eine Familie {\displaystyle (Y(x,\cdot ))_{x\in {\mathcal {X}}}} mit {\displaystyle {\mathcal {X}}\subseteq \mathbb {R} ^{d}} von reellwertigen Zufallsvariablen (Zufallsgrößen) auf einem Wahrscheinlichkeitsraum {\displaystyle (\Omega ,\Sigma ,P)}. Dabei ist {\displaystyle d} eine natürliche Zahl. 
Im Fall {\displaystyle d=1} spricht man von einem stochastischen Prozess, dann spielt {\displaystyle x} häufig die Rolle des Zeitparameters und wird dann in der Regel mit {\displaystyle t} bezeichnet. In einem solchen Fall bezeichnet die Indexmenge {\displaystyle {\mathcal {X}}} eine Menge von Zeitpunkten. In den Fällen {\displaystyle d=2} und {\displaystyle d=3} bezeichnet {\displaystyle x} häufig die Koordinaten eines Ortes und die Indexmenge {\displaystyle {\mathcal {X}}} ist eine Menge von Orten.
Für ein realisiertes {\displaystyle \omega \in \Omega } ist dann {\displaystyle x\mapsto Y(x,\omega )=y(x)} für {\displaystyle x\in {\mathcal {X}}} eine Realisierung des Zufallsfeldes, die auch Trajektorie oder Pfade heißt. Häufig interessiert man sich z. B. für die Wahrscheinlichkeit, dass eine Trajektorie einen bestimmten Wert übersteigt, siehe z. B. (Anwendungsbeispiel: Hochwasserschutz)

## Trend, Kovarianz, Stationarität, Isotropie
Die Erwartungswertfunktion
{\displaystyle EY(x,\cdot )=m(x),\quad x\in {\mathcal {X}}}
wird als Trend und die Zweite-Moment-Funktion
{\displaystyle E[Y(x,\cdot )-m(x)][Y(z,\cdot )-m(z)]=r(x,z),\quad x,z\in {\mathcal {X}}}
als Kovarianzfunktion des Zufallsfeldes bezeichnet. Zufallsfelder, für die Trend und Kovarianzfunktion existieren und endlich sind, heißen Zufallsfelder 2. Ordnung. Zufallsfelder mit konstantem Trend und verschiebungsinvarianter Kovarianzfunktion, d. h.
{\displaystyle m(x)=m,\quad r(x,z)=r(x-z)}
nennt man stationär im weiteren Sinn. Stationarität im engeren Sinn erfordert Verschiebungsinvarianz nicht nur der ersten beiden Momente, sondern aller endlichdimensionalen Verteilungen des zufälligen Feldes. Ist die Kovarianzfunktion rotationsinvariant, d. h.
{\displaystyle r(x,z)=r(\|x-z\|),\quad \|\cdot \|} Euklidischer Abstand,
dann nennt man das Zufallsfeld isotrop.

## Vorhersage von Werten des Zufallsfeldes
Hat man das Zufallsfeld an den Orten {\displaystyle x_{1},...,x_{n}} beobachtet mit den Resultaten {\displaystyle y_{1},...,y_{n}}, so kann man daraus eine Vorhersage {\displaystyle {\hat {Y}}(x)} des Zufallsfeldes an einer nichtbeobachteten Stelle {\displaystyle x} konstruieren. Die beste Vorhersage, die den mittleren quadratischen Fehler minimiert, ist die bedingte Erwartung von {\displaystyle Y(x,\cdot )}, gegeben die Beobachtungen {\displaystyle y_{1},...,y_{n}}, d. h.
{\displaystyle {\hat {Y}}(x)=E[Y(x,\cdot )|Y_{1}=y_{1},...,Y_{n}=y_{n}]}.
Diese Vorhersage lässt sich ohne weitere Verteilungsannahmen nicht berechnen. Bei bekannter Kovarianzfunktion des Zufallsfeldes lässt sich jedoch mit wenig Aufwand die beste lineare Vorhersage berechnen.

## Anwendung in der Geostatistik
In der Geostatistik wird in der Regel anstatt der Kovarianzfunktion in äquivalenter Weise das Semivariogramm
{\displaystyle V(x,z)={\frac {1}{2}}E[Y(x,\cdot )-Y(z,\cdot )]^{2}},
d. h. der halbe (semi) Erwartungswert der quadratischen Differenz {\displaystyle Y(x)-Y(z)}, benutzt. Die beste lineare Vorhersage heißt in geostatistischer Terminologie Kriging, siehe z. B. Die Dimension {\displaystyle d} des Zufallsfeldes ist hier in der Regel auf natürliche Weise gegeben, z. B. {\displaystyle d=2} für die Oberflächentemperatur eines Sees, {\displaystyle d=3} für Probleme der Lagerstättenerkundung im Bergbau, {\displaystyle d=4} für raum-zeitliche Phänomene in der Meteorologie.